# 1962年メキシコシティ被曝事故

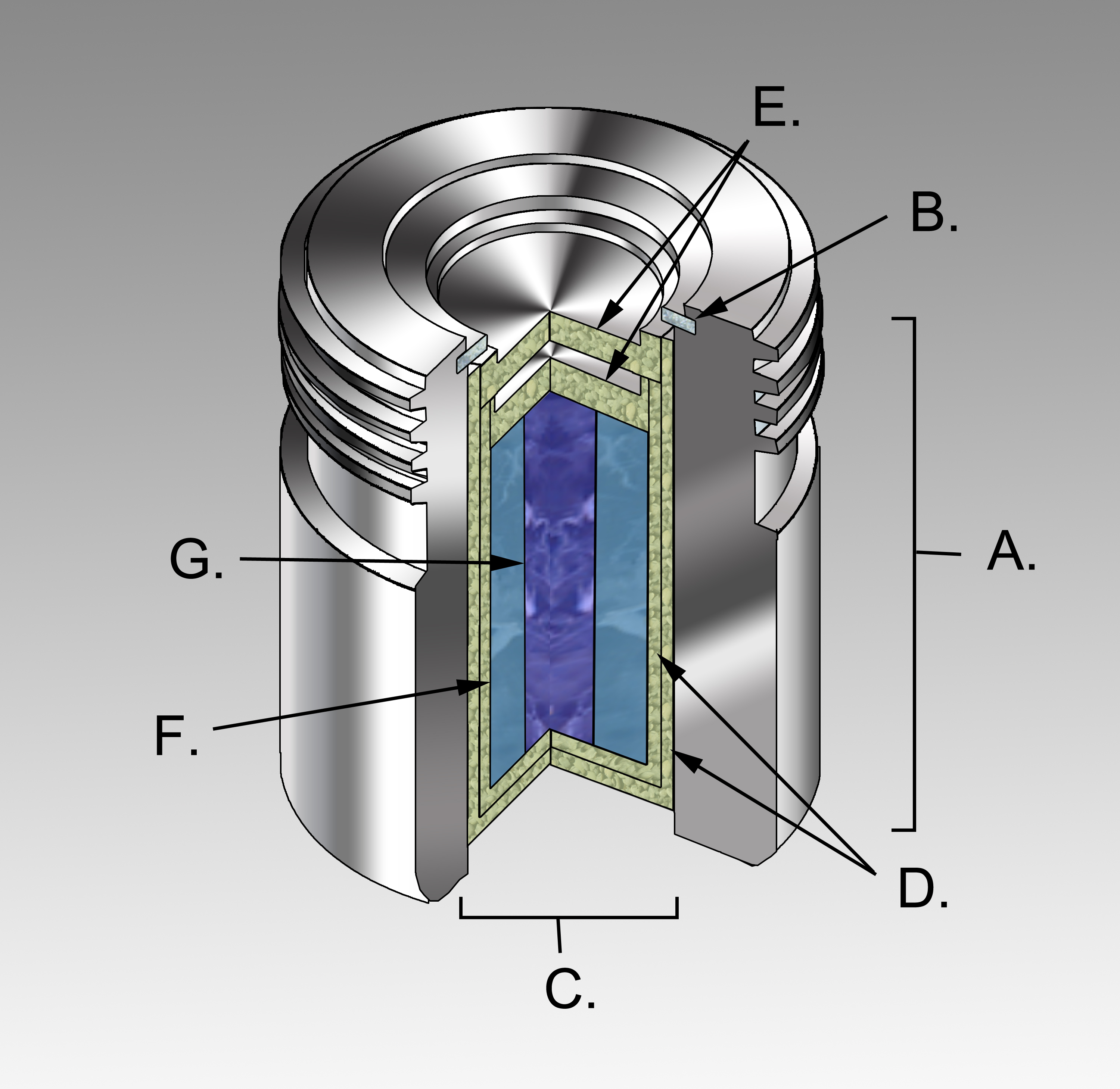
コバルト60のカプセル
A)国際標準放射線容器(通常は鉛)
B) 止め輪
C)D・E・F・Gで構成される放射線源
D) ステンレス製で二重に溶接された缶体
E) F・Gを囲むステンレス鋼のふた
F) Gを保護する内部シールド (通常はウラン金属またはタングステン合金)
G) 直径30mmの棒状の放射性物質

1962年メキシコシティ被曝事故（1962ねんメキシコシティひばくじこ、1962 Mexico City radiation accident）は、1962年3月から8月にかけて、メキシコ・メキシコシティで、10歳の少年が適切な遮蔽物に収まっていない工業用途のX線撮影用放射線源を持ち帰ったことから発生した、放射線障害事故。
5人がコバルト60カプセルからの5キュリー（Ci）の放射線を過剰に浴びて、そのうち4人が死亡した。

## 解説
このカプセルの出所については「ゴミ捨て場で見つかった」「野原で見つかった」「事故にあった家族が引っ越してきたときにすでに家の庭にあり「家族の誰もその容器が何であるかを正確に知らずようすを見るために保管されていた」など見解が分かれている。
少年は数日間そのカプセルをポケットに入れ、その後母親が自宅の台所の棚に置いた。3月21日にカプセルを持ち帰った少年は、38日後の4月29日に死亡した。その後、妊娠中の母親は7月10日に、2歳の妹は8月18日に、祖母は10月15日にそれぞれ死亡した。父親もかなりの量を被曝したが、外で働いていたため被曝線量が低く、助かったと思われる。